# 서재민 (1997년)
서재민(徐在民, 1997년 12월 4일 ~ )은 대한민국의 축구 선수로 포지션은 왼쪽 풀백, 왼쪽 윙어, 왼쪽 측면 미드필더이며 현재 K리그1 대전 하나 시티즌 소속이다.

## 클럽 경력
대구 FC의 U-18팀인 현풍고등학교를 졸업한 서재민 선수는 2016 시즌을 앞두고 우선 지명을 받으면서 대구에 입단했다. 2018년 12월 1일 강원 FC와의 경기에서 프로 데뷔전을 치렀다. 시즌이 종료 된 이후, 대구와의 계약이 종료됨에 따라 서재민은 대구 FC에서 나오게 되었다.
2019년 전반기를 무적신세로 보낸 이후, 여름 이적시장을 통해 인천 유나이티드에 입단했다.
2020 시즌을 앞두고 K리그2의 서울 이랜드 FC에 입단했다. 10월 11일에 열린 부천 FC 1995와의 경기에서 프로 데뷔골을 기록했다. 2021년 10월 31일에 열린 충남 아산와의 K리그2 최종전 경기에서 한 골을 기록했다.

## 수상 내역

### 팀
- FA컵 우승: 2018